# 歐亞路邊青

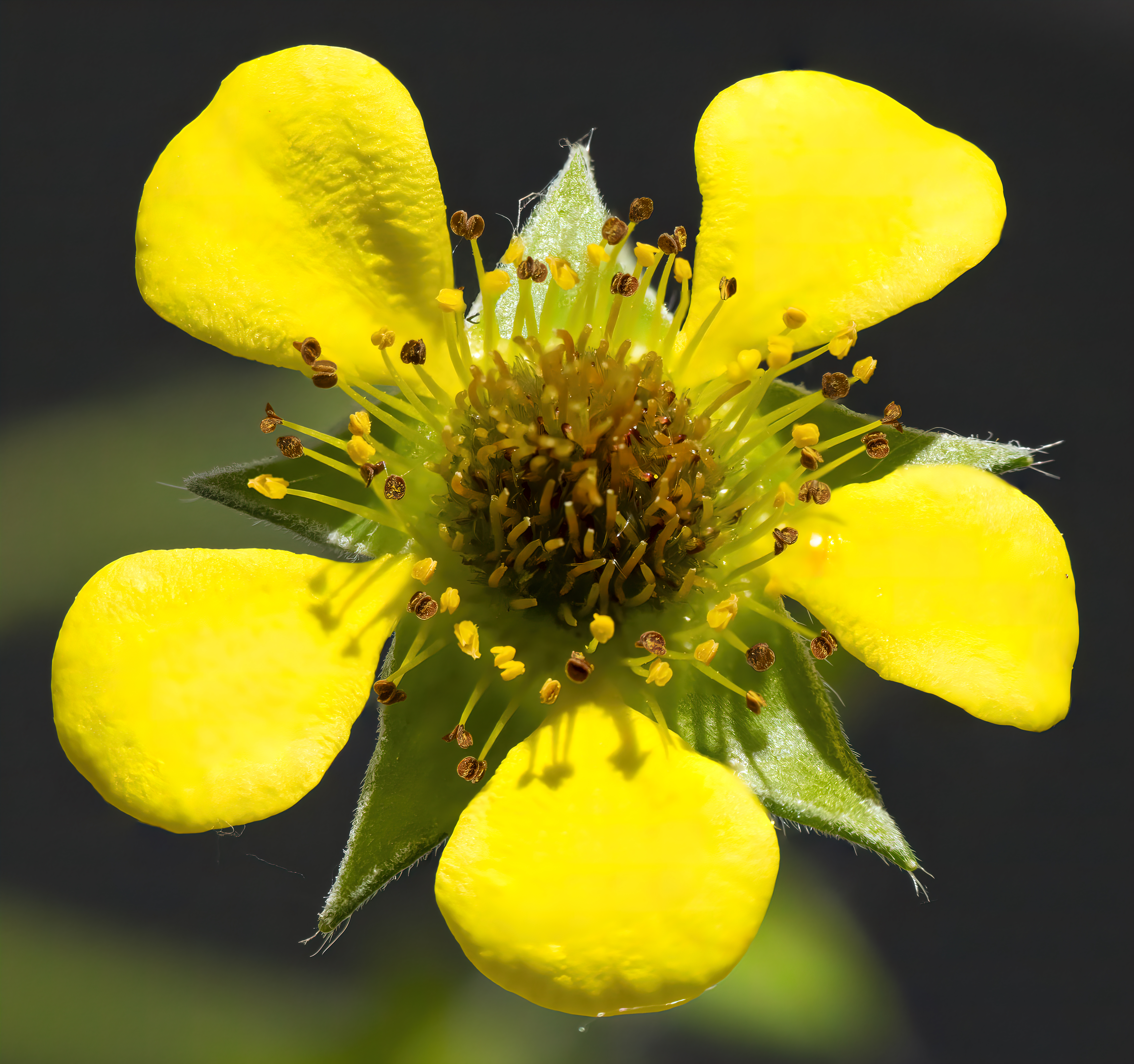
歐亞路邊青的花

歐亞路邊青（學名：Geum urbanum）是路邊青屬一種常見的多年生草本植物，其種小名意為「城鎮」。本種具短粗的根莖，莖細長，高20至60公分，於五月至八月開花，花季可持續至秋季甚至冬季。花直徑為1—2公分，具五枚鮮黃色且與花萼分離的花瓣；瘦果多毛，附於兔子等動物身上而散播。
歐亞路邊青分布於歐洲大部分地區（不見於斯堪的納維亞北部、冰島、法羅群島、设德兰、馬爾他、巴利亞利群島與愛琴海的島嶼）、北非的阿特拉斯山區、土耳其、黎凡特、高加索、伊朗阿勒布爾茲山區、中亞山區與西喜馬拉雅山區。另外本種也已被引入北美洲，與當地原生種加拿大路邊青發生雜交，產生雜交種Geum × catlingii。
歐亞路邊青在草藥醫學中被用於治療多種疾病。其根部含有丁香油酚，可被加入湯品或麥酒中提味。